# Запольные Пертнуры
Запольные Пертнуры (мар. Шайыл Пӧртныр) — деревня в Горномарийском районе Марий Эл Российской Федерации. Входит в состав Емешевского сельского поселения.
Численность населения — 144 чел. (2015 год).

## Этимология
Название «Пертнуры» происходит от марийских слов «пӧрт» (дом) и «нур» (поле).

## География
Располагается в 5 км от административного центра сельского поселения — села Емешево. Рядом находятся деревни Тодымваж, Заовражные Пертнуры и с. Пертнуры. Официальное название указывает на местоположение деревни за полем.

## История
В старину деревня называлась «Ямолина Первая». В XVI—XVIII веках относилась к Акпарсовой сотне.

## Население
| 2002 | 2010 | 2013 | 2014 | 2015 |
| ---- | ---- | ---- | ---- | ---- |
| 161  | ↘136 | ↗150 | ↘149 | ↘144 |